# Graeme Brewer
Graeme Thomas Brewer (* 1. Dezember 1958 in New South Wales) ist ein ehemaliger australischer Schwimmer.
Brewer begann nach seinem Schulabschluss zunächst mit dem Rettungssport. 1978 wechselte er in den Schwimmbereich. Noch im selben Jahr nahm er an den Commonwealth Games im kanadischen Edmonton teil. Dort gewann er mit den Staffeln über 4 × 200 m Freistil, 4 × 100 m Freistil und 4 × 100 m Lagen Gold, Silber und Bronze. Den Einzelwettbewerb über 200 m Freistil beendete er mit der Silbermedaille. Im Folgejahr war er Teilnehmer an der Sommer-Universiade. In Mexiko-Stadt sicherte er sich die Goldmedaille über 400 m Freistil. Im Jahr 1980 nahm er in Moskau an den Olympischen Spielen teil. Über 400 m Freistil verfehlte der Australier das Finale, über 200 m Freistil gewann er Bronze. Über 100 m Freistil bzw. 4 × 200 m Freistil wurde er Achter bzw. Siebter. 1982 nahm er erneut an den Commonwealth Games teil. In seinem Heimatland sicherte er sich Goldmedaillen mit der Staffel über 4 × 100 m und 4 × 200 m Freistil. An den Olympischen Spielen in Los Angeles nahm er gemeinsam mit der Staffel über 4 × 200 m Freistil teil und wurde Vierter.